# Henry Somerset (8e duc de Beaufort)
Henry Charles FitzRoy Somerset  (1er février 1824 - 30 avril 1899) est un pair britannique, soldat, et homme politique du parti conservateur. Il est maître du cheval entre 1858 et 1859 et de nouveau entre 1866 et 1868. Il est titré comte de Glamorgan jusqu'en 1835 et marquis de Worcester de 1835 à 1853, avant de prendre le titre de duc de Beaufort.

## Biographie
Né à Paris, il est le fils unique de Henry Somerset (7e duc de Beaufort) de sa deuxième épouse, Emily Frances, fille de Charles Culling Smith et de son épouse, Lady Anne Wellesley  Il fait ses études au Collège d'Eton . 

## Carrière militaire
Il devient, le 17 août 1841 cornette et un sous-lieutenant dans le 1st Life Guards. De 1842 à 1852, il est aide de camp du duc de Wellington, alors commandant en chef des forces (le père de Beaufort a également été aide de camp de Wellington pendant la Guerre d'indépendance espagnole). Il est promu lieutenant le 7 juillet 1843. Le 13 août 1847, il achète une capitainerie du 7th Hussars. 
Le 15 juin 1852, il est nommé sous-lieutenant de Gloucestershire. Après la mort de Wellington en septembre, il continue de servir d'aide de camp au nouveau commandant en chef, le vicomte Hardinge, jusqu'à la mort de ce dernier en 1856. 
Le 21 avril 1854, il achète une commission de major et, le 5 mai, il est nommé lieutenant-colonel commandant du Royal Gloucestershire Yeomanry, en remplacement de son père décédé. Pendant ce temps, il participe au lancement d'une exposition de bétail à Monmouth et, en 1857, avec John Etherington Welch Rolls, qui est devenu président du comité d'organisation. Cette exposition de bétail est maintenant connue sous le nom de Monmouthshire Show . 
Il est breveté lieutenant-colonel le 26 octobre 1858 mais vend sa commission et quitte l'armée le 11 juin 1861. Le 16 septembre 1863, il est nommé sous-lieutenant du Monmouthshire. Il est également nommé colonel honoraire des 1ers volontaires du génie du Gloucestershire le 20 novembre 1867. Le 29 avril 1874, il démissionne du poste de lieutenant-colonel du Gloucestershire Yeomanry et devient colonel honoraire du régiment. Il démissionne de cette commission le 2 juillet 1887. Il démissionne du poste de colonel honoraire des 1ers volontaires du génie du Gloucestershire le 2 décembre 1888.

## Carrière politique
En 1846, il est élu député pour Gloucestershire Est, tenant le siège jusqu'à qu'il succède à son père dans le duché en novembre 1853. Il est nommé maître du cheval le 26 février 1858, dans le cadre du deuxième gouvernement de Lord Derby, et est nommé conseiller privé le même jour. Il quitte ses fonctions en 1859, à la chute du ministère de Derby . Il est de nouveau nommé maître du cheval dans le troisième gouvernement de Derby en 1866. Le 19 mars 1867, il est fait chevalier de la jarretière et nommé Lord Lieutenant du Monmouthshire à la fin de cette année. Il perd le poste de maître du cheval en 1868 lors de la chute du gouvernement, mais reste Lord Lieutenant jusqu'à la fin de ses jours. 
Il planifie la série de livres sportifs de la bibliothèque de Badminton, dont la publication commence en 1885 avec un volume sur la chasse  et en a assuré la rédaction. 

## Famille
Il épouse Lady Georgiana Charlotte Curzon (29 septembre 1825 - 14 mai 1906), fille de Richard Curzon-Howe, le 3 juillet 1845. Ils ont six enfants: 
- Henry Somerset (9e duc de Beaufort) (1847-1924); épouse Louise Emily Harford.
- Henry Somerset (1849-1932); épouse Lady Isabella Caroline Cocks (en).
- Arthur Somerset (1851-1926); décédé célibataire.
- Edward Brudenell Somerset (1853-1897); épouse Fanny Julia Dixie, fille de sir Alexander Dixie, dixième baronnet.
- Blanche Elizabeth Adelaide Somerset (v. 1854-1897); marié à John Beresford (5e marquis de Waterford).
- Fitzroy George Henry Somerset (1857-1881); épouse Julia Hannah Monro en 1880.

Il meurt de la goutte en 1899, à Stoke Gifford, dans le Gloucestershire, à l'âge de 75 ans. Il est inhumé le 5 mai 1899 à l'église St Michael and All Angels de Badminton.